# 炬苋树属
炬苋树属（学名：Charpentiera）是莧科的一属木本植物，共6种，主要分布于夏威夷及土布艾群岛。炬苋树属应归属于莧科下的哪个亚科还未有定论。